# Jacques Becker

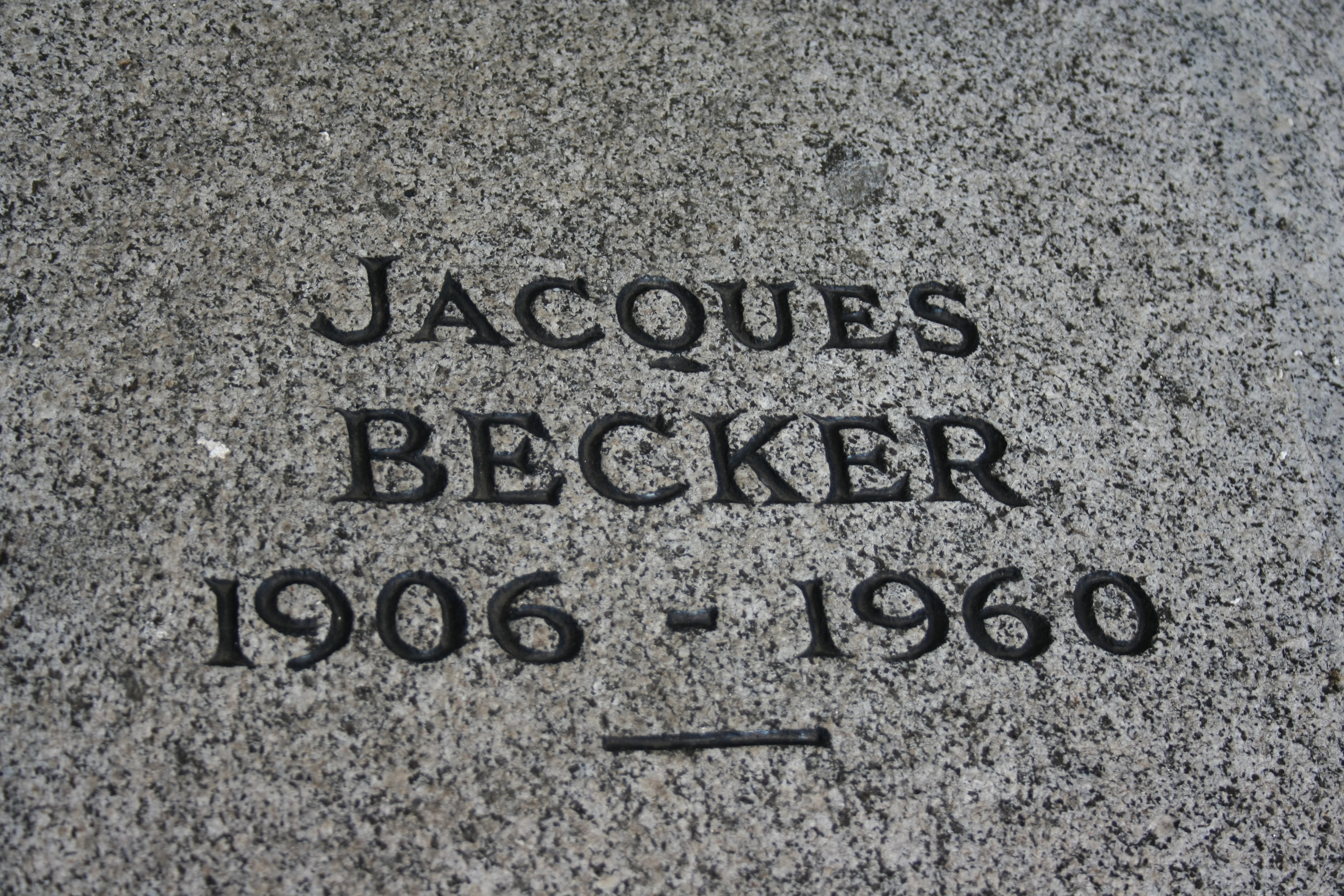
Tomba de Jacques Becker

Jacques Becker (París, 15 de setembre de 1906 - París, 21 de febrer de 1960) va ser un director de cinema francès, autor d'importants clàssics com Le Trou (1960) o Casque d'or (1952). Es va casar amb l'actriu Françoise Fabian i va ser pare del també director Jean Becker.

## Infància i joventut
El seu pare era administrador de la societat Fulmen i la seva mare (d'origen anglès) tenia un taller de costura al carrer Cambon de París, al costat de la casa de modes Chanel. La família Becker anava regularment de vacances a Marlotte-sur-Loing, on freqüentava Paul Cézanne, fill del pintor.
En una d'aquestes estades vacacionals, Jacques Becker va travar amistat amb Jean Renoir (fill de Pierre-Auguste Renoir), qui havia acudit de visita a casa dels Cézanne. Jacques Becker sentia gran afició pel cinema i també per la música de jazz, fins a l'extrem de buscar treball als transatlàntics que feien la ruta Le Havre-Nova York amb la intenció de poder sentir als músics de jazz estatunidencs. En 1928, durant un d'aquests viatges, va conèixer King Vidor, qui li va oferir participar en les seves pel·lícules com a actor, encara que a Becker li interessava més la posada en escena. Després de casar-se i rebutjar la proposició del seu pare de treballar en l'empresa on ell estava emprat, va aconseguir ser assistent de direcció de Jean Renoir.

## Carrera cinematogràfica

### Primeres pel·lícules
Jacques Becker desitjava iniciar una carrera com a director i, al costat de Pierre Prévert va rodar un curtmetratge titulat Le commissaire est bon enfant, le gendarme est sans pitié (1935), basat en l'obra teatral homònima de Georges Courteline. Amb Prévert va escriure el guió d'un llargmetratge que finalment dirigirà Jean Renoir: Le crime de monsieur Lange (936), una història romàntica amb rerefons social. Becker serà l'assistent de direcció de Renoir a La vie est à nous.
Aconseguirà, per fi, que li encomanin el rodatge del seu primer llargmetratge, que es titularia L'or du Cristobal 1939. Els problemes de finançament dels productors van fer que el rodatge es paralitzés, ja que Becker es negava a rebaixar la qualitat de la pel·lícula amb un rodatge més precipitat o barat. A causa de la Segona Guerra Mundial Becker va ser mobilitzat, circumstància que els productors van aprofitar per a encarregar a Jean Stelli la finalització de la pel·lícula.
Després de caure presoner i ser repatriat gràcies a la mediació de la Creu Roja, Becker torna a París.
Durant la Ocupació, Becker va rodar tres pel·lícules molt diferents entre si, però on s'aprecia l'estil preciosista i l'ocupació lliure i vivaç de la càmera que caracteritzaran Becker. Aquestes pel·lícules van ser Dernier Atout (1942, el seu primer llargmetratge), Goupi-Mains rouges (1943, basada en la novel·la homònima de Pierre Véry) i Falbalas (1945).
Precisament durant el rodatge de Falbalas es va produir la victòria dels tropes aliades. I gràcies al material retornat (càmeres i pel·lícula), Becker podrà rodar la pel·lícula La Libération de Paris. Quan es va establir una Comissió de Depuració per a investigar el comportament dels artistes durant el domini nazi, donat el seu valor moral reconegut Becker intervindrà en defensa de Henri-Georges Clouzot.

### Després de la Segona Guerra Mundial
Becker va rodar una sèrie de comèdies de gran èxit que li van convertir en els anys 40 i 50 en un dels cineastes francesos més coneguts: Antoine et Antoinette (1947, Palma d'or del Festival de Canes), Rendez-vous de juillet (1949, premi Louis Delluc, Edouard et Caroline (1951) i El carrer de l'Estrapade (1953).
El seu gust per l'observació de la societat després de l'Alliberament, la seva mirada sobre els personatges, el seu talent per a la direcció d'actors i l'equilibri entre l'agudesa psicològica dels diàlegs i la perfecció de la posada en escena caracteritzen aquestes pel·lícules en les quals es reflecteixen totes les classes socials i que serviran d'inspiració a François Truffaut i les seves pel·lícules sobre el personatge d'Antoine Doinel.
A Casque d'or (1952) va dirigir Simone Signoret, qui va interpretar a una prostituta. La pel·lícula retrata els ambients marginals del París de principis del segle xx. En 1954 va rodar Touchez pas au grisbi, basada en la novel·la d'Albert Simonin), que es va convertir en el prototip del cinema negre francès i va servir per a rellançar la carrera de Jean Gabin.
La seva següent pel·lícula, Ali Baba et les quarante voleurs (1954, era una farsa posada al servei del lluïment del còmic Fernandel. Després va rodar un film basat en el personatge d'Arsène Lupin, creat per l'escriptor Maurice Leblanc. Es va titular Les Aventures d'Arsène Lupin (1957) i va ser protagonitzada per Robert Lamoureux.
Després d'aquestes obres menors, Becker va rodar una pel·lícula de gran valor: Montparnasse 19 (1958), un melodrama sobre la vida del pintor Modigliani, protagonitzada per Gérard Philipe. Després d'aquesta pel·lícula, va rodar una altra de les seves obres mestres, Le Trou (1960), el rigor del qual i sobrietat el van acostar a l'estil depurat de Robert Bresson.

## Mort
Becker no va arribar a veure estrenada la seva última pel·lícula. Va morir a París d'una hemocromatosi en 1960 i va ser enterrat al Cementiri de Montparnasse.

## Filmografia

### Director
- 1935: Tête de turc
- 1935: Le commissaire est bon enfant, le gendarme est sans pitié
- 1940: L'Or du Cristobal, pel·lícula parcialment acabada per Jean Stelli
- 1942: Dernier Atout
- 1943: Goupi Mains Rouges
- 1945: Falbalas
- 1947: Antoine et Antoinette
- 1949: Cita de juliol
- 1951: Édouard et Caroline
- 1952: Casque d'or
- 1953: El carrer de l'Estrapade
- 1954: Touchez pas au grisbi
- 1954: Alí Babà i els quaranta lladres
- 1957: Les Aventures d'Arsène Lupin
- 1958: Montparnasse 19
- 1960: Le Trou

### Assistent del director
- 1931: Allô... Allô... de Roger Lion – mig metratge
- 1931: Y'en a pas deux comme Angélique de Roger Lion
- 1932: La Nuit du carrefour de Jean Renoir
- 1932: Boudu sauvé des eaux de Jean Renoir
- 1933: Chotard et Cie de Jean Renoir
- 1934: Madame Bovary de Jean Renoir
- 1936: La vie est à nous de Jean Renoir
- 1936: Partie de campagne de Jean Renoir
- 1936: Les Bas-fonds de Jean Renoir
- 1937: La Grande Illusion de Jean Renoir
- 1938: La Marseillaise de Jean Renoir
- 1940: L'Héritier des Mondésir d'Albert Valentin